# Mossia
Mossia là chi thực vật có hoa trong họ Aizoaceae.